# レーザー科学アインシュタイン賞

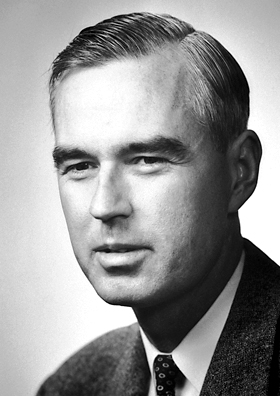
ウィリス・ラム

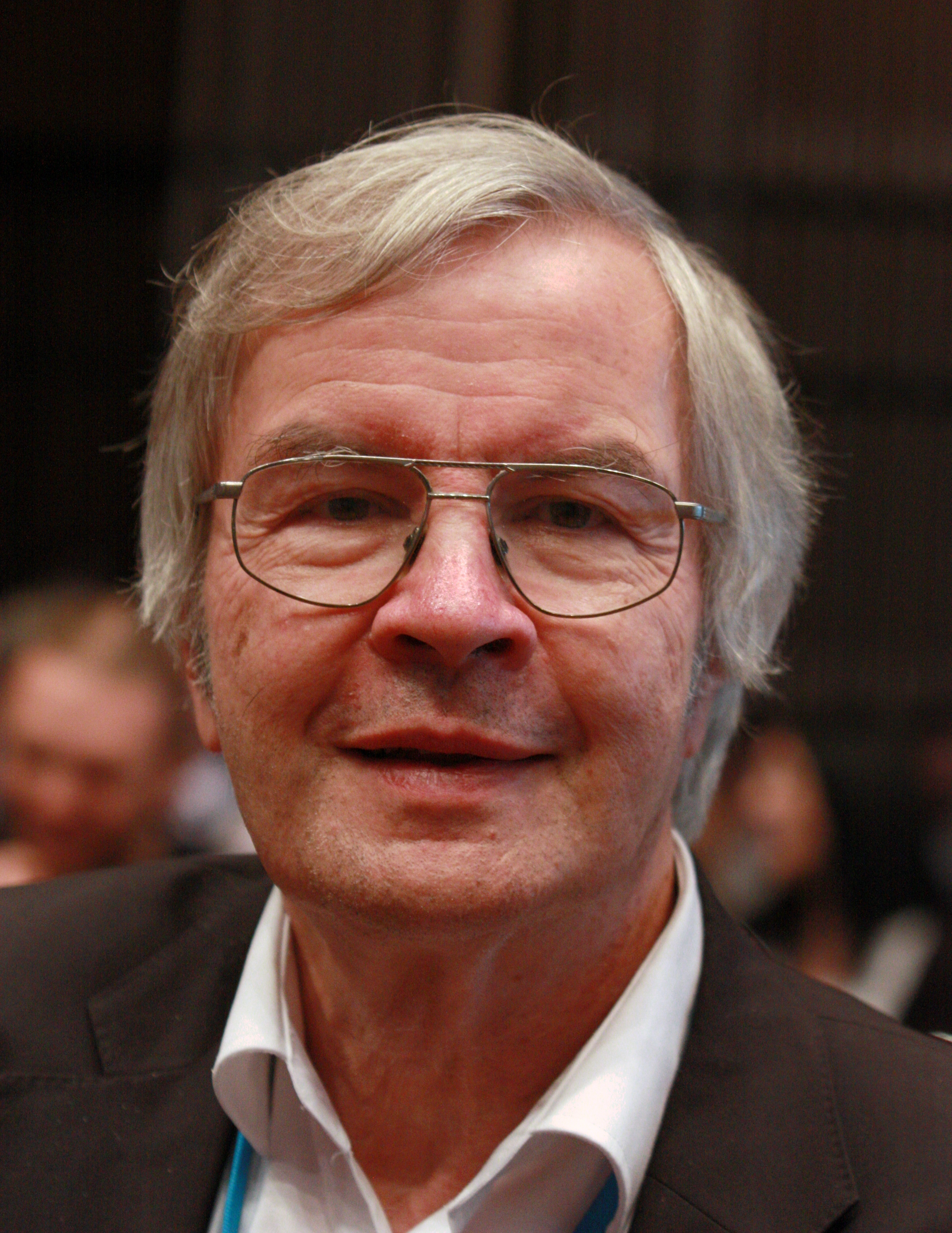
1995年の受賞者テオドール・ヘンシュ

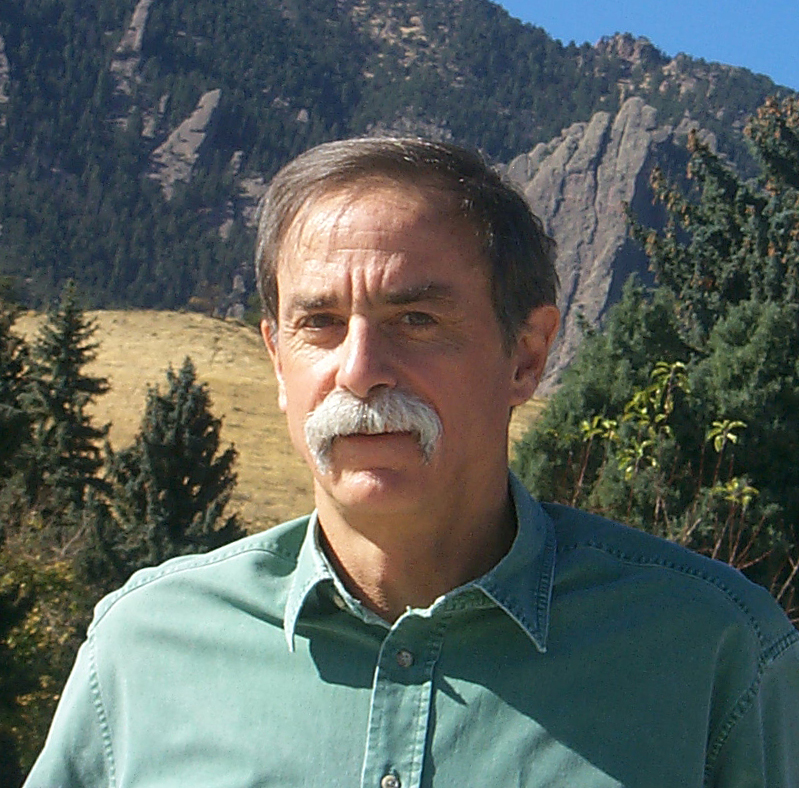
1996年の受賞者デービッド・ワインランド

レーザー科学アインシュタイン賞（レーザーかがくアインシュタインしょう、Einstein Prize for Laser Science）は、以前の光量子エレクトロニクス学会により授与され、イーストマン・コダックにより後援されていた賞。1988年から1999年の期間に授与された賞品は、アインシュタインの肖像とA係数とB係数を含む2準位遷移の描写が刻まれた3インチの黄銅メダルであった。

## 受賞者
- セルジュ・アロシュ, 1988
- Herbert Walther, 1988
- H. Jeff Kimble, 1989
- Richart E. Slusher, 1989
- Carlton M. Caves, 1990
- Daniel Frank Walls, 1990
- S. E. Harris, 1991
- L・M・ナルドゥッチ, 1991
- ジョン・ホール, 1992
- ウィリス・ラム, 1992
- Raymond Chiao, 1993
- ノーマン・ラムゼー, 1993
- G. S. Agarwal, 1994
- テオドール・ヘンシュ, 1995
- カール・ワイマン, 1995
- デービッド・ワインランド, 1996
- Peter L. Knight, 1996
- ポール・コーカム, 1999

受賞者を振り返ると、賞は主に量子光学における重要な貢献に対して授与されていた。この賞の受賞者のうち、2人（ウィリス・ラム、ノーマン・ラムゼー）は受賞時にノーベル物理学賞を受賞しており、5人の受賞者（アロシュ、ホール、ヘンシュ、ワイマン、ワインランド）は後にノーベル物理学賞を受賞している。賞の発表はLasers'88からLasers'99会議で行われた。
注: これらの会議の公式の名称はThe International Conference on Lasers and Applications, Lasers 'XXである。